# Biała Góra (Wyżyna Miechowska)
Biała Góra (daw. Piaskowiec) – zalesione wzgórze o wysokości 416 m n.p.m. Znajduje się na Wyżynie Miechowskiej na terenie Gminy Kozłów w województwie małopolskim. Jest najwyższym szczytem Niecki Nidziańskiej.
Pod wzniesieniem przebiegają dwa równoległe tunele kolejowe o długości 764 m.